# Novosilkî, Makariv
Novosilkî (în ucraineană Новосілки) este o comună în raionul Makariv, regiunea Kiev, Ucraina, formată numai din satul de reședință.

## Demografie
Componența lingvistică a comunei Novosilkî
     Ucraineană (95,96%)
     Rusă (3,29%)
     Alte limbi (0,21%)
Conform recensământului din 2001, majoritatea populației comunei Novosilkî era vorbitoare de ucraineană (95,96%), existând în minoritate și vorbitori de rusă (3,29%).